# Cantone di Aniche
Il Cantone di Aniche è una divisione amministrativa dell'Arrondissement di Douai.
È stato costituito a seguito della riforma approvata con decreto del 17 febbraio 2014, che ha avuto attuazione dopo le elezioni dipartimentali del 2015.

## Composizione
Comprende i 24 comuni di:
- Aniche
- Arleux
- Auberchicourt
- Aubigny-au-Bac
- Brunémont
- Bugnicourt
- Cantin
- Dechy
- Écaillon
- Erchin
- Estrées
- Féchain
- Férin
- Fressain
- Gœulzin
- Guesnain
- Hamel
- Lécluse
- Lewarde
- Loffre
- Marcq-en-Ostrevent
- Masny
- Monchecourt
- Montigny-en-Ostrevent
- Roucourt
- Villers-au-Tertre